# 구미 남화사 석조약사여래좌상
구미 남화사 석조약사여래좌상(龜尾 南華寺 石造藥師如來坐像)은 대한민국 경상북도 구미시, 남화사에 있는 고려시대의 불상이다. 2008년 11월 3일 경상북도의 문화재자료 제544호로 지정되었다.

## 개요
이 불상은 과거에 예천 복천사지(福泉寺址)에서 수습되었다고 전하는 석조약사여래좌상이다.
오른손은 촉지인(觸地印)을 맺고 왼손에는 약호(藥壺)를 얹었으며, 오른발을 위로 하여 결가부좌(結跏趺坐)하고 있다. 불상의 머리 부분은 몸통에 비해 큰 편으로 이목구비는 정연하게 다듬었다. 광배(光背)와 불신(佛身)을 하나의 석재로 조성하였으며, 대좌(臺座)는 조성 당시의 부재가 아닌 것으로 보인다.
상호(相好)의 보수, 옷 주름의 마멸 등 아쉬운 점은 있지만, 불상의 수인(手印)과 옷 주름 등으로 보아 통일신라시대 후반 불상의 특징을 지닌 등신대의 약사여래상으로 지방 조각양식을 잘 나타내고 있다.

## 참고 자료
- 구미 남화사 석조약사여래좌상 - 국가유산청 국가유산포털